# 日の出運輸
株式会社日の出運輸（ひのでうんゆ、英: HINODE LOGISTICS Co.,Ltd.）は、日本の運送会社。HINODE&SONS株式会社の100%子会社である。

## 概要
登記上の商号は「株式会社日之出運輸」。元々、株式会社日の出運輸（以下、旧日の出運輸という）という一つの会社であったが、2011年（平成23年）10月に旧日の出運輸はHINODE&SONS株式会社へと社名変更し、グループ会社の株式を保有する純粋持株会社となった。それに伴い、旧日の出運輸が行っていた運輸事業部門を継承する会社として、全国7箇所に新たに株式会社日の出運輸として設立された。なお、混同を避けるため、各地域名を末尾に入れた日の出運輸○○を通称とした。
2013年、物流取扱事業部門を分社し、フィッタ ジャパン ロジスティカを設立。
2023年、4月から9月にかけて順次合併による再編が行われ、日の出運輸（東日本）と日の出運輸（西日本）の2社体制になった。

## 事業所
- 日の出運輸東日本
  - 本社（埼玉県川口市）
  - 関東事業部 - 埼玉支店、神奈川支店、茨城支店、境事業所、埼玉工場、川口事業所
  - 北日本事業部 - 宮城支店、仙台支店、石巻事業所
  - 中部事業部 - 名古屋支店、名古屋港支店、静岡支店、岐阜支店、たつの事業所
  - 弥生事業部 - 弥生事業部本部、群馬支店、栃木支店、千葉支店、埼玉事業所、新潟支店、三重支店、兵庫支店、広島支店、福岡支店
  - コンテナライン事業部
  - ランドライン事業部 - 大井営業所
- 日の出運輸西日本
  - 本社（岡山県岡山市）
  - 第一物流部 - 倉敷支店、水島港支店、香川支店、丸亀支店、福山支店、広島支店、北九州支店、福岡支店
  - 第二物流部 - 上野支店、堺支店、摂津支店、備前支店、津山支店、岡山東支店、岡山支店
  - 3PL事業部 - 京都事業所、摂津事業所、美作事業所、岡南事業所、岡山食品事業所、水島事業所、倉敷食品事業所、米子事業所
  - ライン事業部 - 南大阪D.C、岡山D.C、米子D.C、福山D.C、広島D.C、山口D.C
  - 倉庫事業部 - 岡山倉庫、水島倉庫、倉敷倉庫、水島港倉庫、北九州倉庫、福岡倉庫

当初の日の出運輸7社とその事業所は以下の通り。
- 日の出運輸北日本 - 宮城支店（本社）、仙台支店、石巻事業所
- 日の出運輸関東   - 埼玉支店（本社）、茨城支店、竜ヶ崎事業所、神奈川支店、小田原事業所
- 日の出運輸中部   - 名古屋支店（本社）、名古屋港支店、静岡支店、岐阜支店
- 日の出運輸阪神   - 大阪支店（本社）、南大阪支店、堺事業所
- 日の出運輸山陽   - 岡山主管支店（本社）、水島港支店、福山支店、広島支店、香川支店、陸送事業所
- 日の出運輸中国   - 備前支店（本社）、津山支店、水島港倉庫事業所、米子事業所、岡山D.C、米子D.C、福山D.C、広島D.C、山口D.C
- 日の出運輸九州   - 福岡支店（本社）、北九州支店、北九州西事業所

## 沿革
※旧日の出運輸の沿革を含む
- 1971年（昭和46年） - 倉敷市玉島爪崎（新倉敷駅前）に「有限会社日の出運輸」を設立
- 1976年（昭和51年） - 「株式会社日の出運輸」に改称
- 1978年（昭和53年） - 東京営業所開設
- 1983年（昭和58年） - 現所在地に本社を移転。
- 1991年（平成 3年） - ロウズ観光を設立
- 2011年（平成23年） - 旧日の出運輸のHINODE&SONS株式会社への商号変更に伴い、全国7箇所にて株式会社日の出運輸設立。
- 2013年（平成25年） - 一部事業を分社し、フィッタ ジャパン ロジスティカを設立
- 2023年（令和5年）
  - 4月1日 - 日之出運輸（山陽）、日之出運輸（中国）、日之出運輸（九州）、山陽運輸倉庫、美岡運送の合併により日之出運輸（西日本）が発足[1]。
  - 5月1日 - 日之出運輸（関東）、日之出運輸（北日本）、弥生運輸、日の出コンテナライン、ランドライン、北区小型運送の合併により日之出運輸（東日本）が発足[2]。
  - 7月1日 - 日之出運輸（阪神）と日昭運輸倉庫が日之出運輸（西日本）に合併[3]。
  - 9月1日 - 日之出運輸（中部）が日之出運輸（東日本）に合併し、日之出運輸は（東日本）と（西日本）の2社体制となる[4]。

## 関連会社
- HINODE&SONS
- フィッタ ジャパン ロジスティカ